# Nobleboro (Maine)
Nobleboro est une ville américaine située dans le Comté de Lincoln, dans le Maine. Selon le recensement de 2020, sa population est de 1 791 habitants.